# Pardosa tetonensis
Pardosa tetonensis là một loài nhện trong họ Lycosidae.
Loài này thuộc chi Pardosa. Pardosa tetonensis được Willis J. Gertsch miêu tả năm 1933.